# Ryan Longman
Ryan James Longman (Redhill, Surrey, 6 de noviembre de 2000) es un futbolista inglés que juega principalmente como centrocampista en el Wrexham A. F. C. de la EFL Championship.

## Carrera profesional

### Brighton & Hove Albion
Longman debutó en el fútbol profesional el 25 de septiembre de 2019, entrando como suplente en el minuto 58 por Aaron Connolly en la derrota por 3-1 en casa contra el Aston Villa, otro rival de la Premier League, en la tercera ronda de la EFL Cup.

#### AFC Wimbledon (préstamo)
El 26 de agosto de 2020, Longman fichó por el AFC Wimbledon, de la League One, en calidad de cedido para toda la temporada 2020-21. Debutó 6 días después como titular en la victoria por 2-1 ante el Charlton en el EFL Trophy. Longman debutó en la liga absoluta jugando 86 minutos en el empate a 2-2 a domicilio ante el Northampton el 12 de septiembre. Marcó su primer gol con los Wombles el 19 de septiembre en el empate a 4 en casa ante el Plymouth Argyle.

### Hull City
El 7 de julio de 2021, Longman firmó un contrato de cesión por una temporada con el Hull City. Longman debutó con el Hull City y en el campeonato el 14 de agosto, siendo titular pero jugando sólo 35 minutos en la derrota por 3-0 en casa contra el Queens Park Rangers. Regresó el 28 de agosto, tras lesionarse en su debut, siendo titular y jugando 58 minutos en el empate a 0 en casa contra el Bournemouth. El 27 de noviembre, Longman marcó su primer gol con los Tigers, el gol de la victoria, en la victoria por 2-1 en casa contra el Millwall. Dos semanas más tarde, marcó su segundo gol con los colores del Hull City, marcando el primer gol en el minuto 3 en el empate a 2 en casa contra el Bristol City.Longman marcó un brillante gol del empate en la tercera ronda de la Copa de Inglaterra en casa contra el Everton para enviar el partido a la prórroga, en la que finalmente perdió por 3-2 el 8 de enero de 2022. El 31 de enero de 2022, el Hull completó el traspaso permanente de Longman por una cantidad no revelada.

#### Millwall
El 1 de septiembre de 2023, Longman se incorporó a otro club de la EFL Championship, el Millwall, en calidad de cedido por una temporada.

### Wrexham
El 24 de enero de 2025, se anunció que Longman había fichado por el Wrexham, de la EFL League One, por una cantidad no revelada.

## Clubes
| Club                         | País       | Año       |
| ---------------------------- | ---------- | --------- |
| Brighton & Hove Albion F. C. | Inglaterra | 2019-2022 |
| AFC Wimbledon (cedido)       | Inglaterra | 2020-2021 |
| Hull City A. F. C.           | Inglaterra | 2022-2025 |
| Millwall F. C. (cedido)      | Inglaterra | 2023-2024 |
| Wrexham A. F. C.             | Gales      | 2025-act. |